# جون كوبر (تنس)
جون كوبر (بالإنجليزية: John Cooper)‏ مواليد 4 نوفمبر 1946 في ألكسندرا، فيكتوريا، أستراليا، هو لاعب كرة مضرب أسترالي سابق بدأ مسيرته كمحترف سنة 1968 وكان يلعب باليد اليمنى، اعتزل اللعب في 1975. أعلى تصنيف له في الفردي كان المركز الـ 30 في سنة 1968.

## روابط خارجية
- جون كوبر على موقع رابطة محترفي التنس (الإنجليزية)
- جون كوبر على موقع الاتحاد الدولي لكرة المضرب (الإنجليزية)
- جون كوبر على موقع كأس ديفيز (الإنجليزية)
- جون كوبر على موقع بطولة ويمبلدون (الإنجليزية)
- جون كوبر على موقع خلاصة التنس.كوم (الإنجليزية)